# رقص پارتسا
رقص پارستا (به گرجی: ფარცა) (تلفظ:partsa) از جمله رقص‌های فولکلوریک اهالی گرجستان است.
خاستگاه این رقص در ناحیه گوریا است. ویژگی آن گامهای تند و ریتم سریع، خلق و خوی بزمی و تنوع رنگ است. پارتسا گروهی از رقص‌ها می‌باشد که تصویر لحظه‌ای از تاریخ و روحیهٔ گرجی‌ها را نشان می‌دهد.
رقص پارتسا یکی از رقص‌های قدیمی است که در بزم‌های روستایی بسیار اجرا می‌شده‌است.